# Pieczęć stanowa Waszyngtonu

Pieczęć stanowa Waszyngtonu

Przedstawia popiersie Jerzego Waszyngtona. Rysunek zatwierdzono w 1889 roku, kiedy stan ten przyjęto do Unii. Mimo modyfikacji w 1967 roku, pozostaje na nim stara data.